# بطولة رود القتالية
بطولة رود القتالية (هانغل: 로드FC) هي منظمة لفنون القتال المختلطة مقرها في كوريا الجنوبية والتي تم إطلاقها رسميًا في عام 2010. قبل ديسمبر 2016، أقامت رود إف سي 52 حدثًا في ثلاث دول - كوريا الجنوبية واليابان والصين.

## وصلات خارجية
- الموقع الرسمي